# Havodder
Havodderen (Enhydra lutris) er et havpattedyr i mårfamilien og eneste art i slægten Enhydra. Den er hjemmehørende langs kysterne i det nordlige Stillehav. Voksne havoddere vejer typisk mellem 14 og 45 kg, hvilket gør dem til de største medlemmer af mårfamilien, men blandt de mindste havpattedyr. I modsætning til de fleste havpattedyr er havodderens primære isoleringsform en usædvanligt tyk pels, den tætteste hos noget dyr. Selvom den kan gå på land, er havodderen i stand til at leve hele sit liv i havet.
Havodderen findes kystnært, hvor den kan dykke til bunden for at finde føde. Føden består overvejende af marine invertebrater såsom søpindsvin, forskellige snegle, muslinger og krebsdyr, men også forskellige arter af fisk. Havodderens fødesøgning er bemærkelsesværdig i flere henseender. For det første bruger havodderen regelmæssigt sten til at løsne og knuse byttedyr, hvilket gør den til et af de få pattedyr, der bruger værktøjer. For det andet betragtes havodderen i det meste af sit udbredelsesområde som en såkaldt nøgleart, der er afgørende for at opretholde tangskovens økosystem, idet den er i stand til at holde bestanden af søpindsvin nede. Uden havodderen græsser søpindsvinene brunalgerne så hårdt at tangskoven forsvinder.
Havodderen spiser en række arter, heriblandt søøre, der også er eftertragtede af mennesker, hvilket i visse områder fører til konflikter mellem havodderne og fiskeriet.
Bestanden af havodder skønnes at have været mellem 150.000 og 300.000 før den intensive jagt startede i 1741. Jagten varede indtil 1911, hvor den totale bestand var faldet til 1.000-2.000 individer. Herefter fulgte et internationalt forbud mod jagt på havodder, sammen med foranstaltninger til bevaring af arten og reintroduktion til det tidligere udbredelsesområde. Dette har medført en kraftig fremgang i bestanden, der nu findes i omkring 2/3 af det historiske udbredelsesområde. Reetableringen af havodderbestanden betragtes som en vigtig succes i marin naturbeskyttelse. I de senere år er bestandene omkring Aleuterne og langs Californiens kyst dog fladet eller fastholdt på lave niveauer, hvilket er grunden til at arten fortsat er klassificeret som en truet art (EN).